# Francisco Guerra Navarro
Francisco Guerra Navarro (San Bartolomé de Tirajana, Gran Canaria, 11 de junio de 1909-Madrid, 3 de agosto de 1961) conocido como Pancho Guerra, fue un escritor y periodista español.
Realizó estudios de Bachillerato en Las Palmas de Gran Canaria, donde vivió hasta que en 1947 se trasladó a Madrid, donde permaneció hasta su muerte debida a un fallo cardíaco.

## Trayectoria
Pancho Guerra nació en San Bartolomé de Tirajana, localidad ubicada en el sur de Gran Canaria, también llamada Tunte. Muy pronto se le envió a Las Palmas de Gran Canaria a estudiar bachillerato. Terminado este, comenzó los estudios de Derecho, que abandonó por el Periodismo. Entra en El Diario de Las Palmas con 21 años. Al inicio de la Guerra Civil es movilizado, y a su retorno del frente retorna a sus estudios de Derecho, que abandona nuevamente tras solo 3 meses en la universidad, para dedicarse definitivamente al periodismo. En 1947 se traslada a Madrid para desarrollar su actividad periodística.

## Pancho Guerra
- Pancho Guerra es autor de los Cuentos, Entremeses y Memorias de Pepe Monagas.
- Fue autor teatral, y no solo escribió los entremeses para esta disciplina, también adaptó “La Umbría” de Alonso Quesada y la novela “Nada” de Carmen Laforet.
- También escribió letras de canciones canarias.

En sus escritos pueden encontrarse sentencias como la que dice:
Si quieres ser feliz, como me dices, no analices, muchacho, no analices.
Y también coplas llenas de humor como esta:

Con una vara de brimbe

Te voy a coser el culo;

No te queará bonito,

Pero te quea seguro.

A su muerte dejó sin terminar su obra Léxico Popular de Gran Canaria. Esta fue acabada gracias al empeño de sus amigos de la “Peña Pancho Guerra”, y en particular de Miguel Santiago Rodríguez, en quien recayó la tarea de recopilar todos los apuntes que había dejado el autor y publicarla con el título Contribución al léxico popular de Gran Canaria.
Miguel Santiago escribe: 

Contentémonos, pues, con el magnífico monumento que al lenguaje grancanario ha levantado Pancho Guerra, ya que gracias a él quedará fijado para siempre, sin temor a que se pierda o se olvide, por el afán de refinamiento en el decir de las gentes modernas, que van avergonzándose de decir “háiga” por haya, y “fogalera” por hoguera”.

### Publicaciones
- Los cuentos famosos de Pepe Monagas. Prensa Canaria. 2009. ISBN 8488796056. Primera edición en 1948.
- Siete entremeses de Pepe Monagas. Peña Pancho Guerra. 1962. Primera edición en 1962, con prólogo de Vicente Marrero.
- Memorias de Pepe Monagas. Artes Gráficas. 1962. Primera edición en 1958, con prólogo de Carmen Laforet.
- Obras completas. Mancomunidad de Cabildos. 1958. ISBN 84-500-1529-4, ISBN 845002267 e ISBN 84-500-2435-8.
- Contribución al léxico popular de Gran Canaria. Ediciones Peña Pancho Guerra. 1965.